# Amor à Queima-Roupa
Amor à Queima-Roupa (em inglês:  True Romance) é um filme policial norte-americano de 1993, dirigido por Tony Scott e estrelado por Christian Slater, Patricia Arquette, Christopher Walken, Dennis Hopper e Gary Oldman, com participações de Val Kilmer, Brad Pitt, Michael Rapaport, Bronson Pinchot, Chris Penn, Tom Sizemore, James Gandolfini e Samuel L. Jackson. O roteiro foi escrito por Quentin Tarantino com base em uma história de 80 páginas escrita por Roger Avary em 1985.
O filme narra a história de Clarence Worley (Christian Slater), um aficionado por Elvis Presley e histórias em quadrinhos que se envolve com Alabama Whitman (Patricia Arquette), uma prostituta contratada pelo chefe de Clarence como presente de aniversário. Os dois se apaixonam e se casam, mas a tentativa de Clarence em tirar Alabama das ruas acaba fazendo com que o casal termine de posse de uma mala cheia de cocaína que pertence à máfia. Guiado por conselhos recebidos em aparições de Elvis (Val Kilmer), Clarence e Alabama planejam vender a droga para um figurão de Hollywood, enquanto Vincenzo Coccotti (Christopher Walken), braço direito de um chefe da máfia, passa a persegui-los para recuperar a sua droga.
True Romance estreou nos Estados Unidos em 10 de setembro de 1993, tendo um desempenho medíocre nas bilheterias: o filme arrecadou pouco mais de doze milhões de dólares, tornando-se o terceiro filme de pior bilheteria do diretor Tony Scott. Promovido como "Bonnie and Clyde dos 90", críticas à época de seu lançamento foram em sua maioria positivas; o filme também goza de apreço junto aos fãs de cinema, tendo eventualmente se tornado um filme cult. True Romance também alavancou a carreira de Quentin Tarantino: com a venda do roteiro, ele foi capaz de angariar recursos para a produção de Reservoir Dogs, primeiro filme de sua carreira.

## Enredo
Clarence Worley (Slater) é funcionário de uma loja de histórias em quadrinhos e um aficionado por cinema e Elvis Presley. No seu aniversário, ele vai a um cinema de Detroit para assistir a uma produção tripla do cineasta Sonny Chiba. Lá, ele (aparentemente por acaso) conhece Alabama Whitman (Arquette); os dois vão a um restaurante para comer torta e conversar sobre o filme antes de irem para o apartamento de Clarence. Depois de fazerem sexo, ela confessa ser uma garota de programa contratada pelo chefe de Clarence como um presente de aniversário. Porém, ela se apaixona por Clarence, e ele por ela.
No dia seguinte, os dois se casam. O cafetão de Alabama, Drexl Spivey (Oldman), porém, não parece estar satisfeito com o ocorrido. Clarence, então, vê uma aparição de seu ídolo, Elvis Presley (Kilmer), que lhe aconselha a matar Drexl, para "tornar o mundo um lugar melhor". Clarence conta a Drexl que se casou com Alabama e que ela não tem mais negócios para com o cafetão. Os dois, eventualmente, brigam; Clarence saca uma arma e mata Drexl e seu guarda-costas. Ele deixa o local com pressa e pega uma bolsa, a qual ele acredita conter as roupas de Alabama. Quando Clarence conta a ela que matou Drexl, ela soluça e afirma que aquilo foi "tão romântico".
Abrindo a bolsa, os dois descobrem que, ao invés das roupas de Alabama, ela está cheia de cocaína roubada por Drexl. Clarence e Alabama decidem deixar a Califórnia imediatamente; porém, eles antes passam na casa de Clifford Worley (Hopper), pai de Clarence, um ex-policial que agora trabalha como segurança. Clarece quer se assegurar de que ele não é suspeito da morte de Drexl, e seu pai lhe conta que a polícia acredita tratar-se de um assassinato por conta de drogas.
Clarence e Alabama partem para Los Angeles, onde eles planejam se encontrar com Dick Ritchie (Rapaport), um antigo amigo de Clarence que mantém planos de ser ator. De volta a Detroit, Clifford recebe a visita de Vincenzo Coccotti (Walken), que quer a droga roubada por Drexl de volta. Clifford se recusa a revelar o paradeiro de seu filho e, após insultar Coccotti, este opta por matá-lo; logo em seguida, ele encontra um bilhete na geladeira que contém o endereço de Clarence em Los Angeles.
A intenção de Clarence é utilizar os contatos de Ritchie com um ator chamado Elliot (Pinchot) para vender a cocaína para um produtor cinematográfico chamado Lee Donowitz (Rubinek). Elliot pega uma porção da cocaína para si e, por excesso de velocidade, é parado pela polícia e, eventualmente, preso por posse de drogas.
Enquanto isso, Alabama é encontrada sozinha no hotel onde ela e Clarence estavam hospedados por Virgil (Gandolfini), um dos capangas de Coccotti. Ele a interroga, mas ela se recusa a responder às perguntas dele; os dois iniciam uma sangrenta briga que termina com Alabama o matando.
Os detetives Nicholson (Sizemore) e Dimes (Penn) chegam à conclusão de que a cocaína apreendida com Eliott era parte de uma transação de drogas que estava prestes a acontecer. Os detetives prometem a Eliott que ele não será preso caso colabore e plantam uma escuta nele. Neste ínterim, os capangas de Coccotti descobrem onde a transação será efetuada por intermédio de Floyd (Pitt), o maconheiro companheiro de quarto de Ritchie, de modo que todos vão para a suíte de Donowitz no Hotel Ambassador.
Clarence e Donowitz, prestes a fechar o negócio, são surpreendidos com as emboscadas da polícia e dos mafiosos, que chegam ao local quase ao mesmo tempo. Estabelece-se um impasse mexicano; Donowitz percebe que Elliot é o informante e arremessa um pote de café quente nele, enquanto Nicholson atira em Donowitz, iniciando o tiroteio. Ritchie abandona as drogas e foge; Clarence é baleado assim que sai do banheiro; Dimes encontra um dos guarda-costas de Coccotti seriamente ferido e o mata por ter atirado em Nicholson; Alabama, então, atira em Dimes por ter atirado em Clarence.
Enquanto Alabama chora sobre o corpo de Clarence, o qual ela acredita que está morto, ela descobre que o tiro de Dimes passou de raspão, errando o seu olho por pouco. Clarence e Alabama escapam com o dinheiro de Donowitz enquanto a polícia isola a área ao redor do hotel. O casal é mostrado em uma praia em Cancún, com um filho chamado Elvis.

## Elenco
- Christian Slater — Clarence Worley
- Patricia Arquette — Alabama Whitman
- Michael Rapaport — Dick Ritchie
- Bronson Pinchot — Elliot Blitzer
- Saul Rubinek — Lee Donowitz
- Dennis Hopper — Clifford Worley
- James Gandolfini — Virgil
- Gary Oldman — Drexl Spivey
- Christopher Walken — Vincenzo Coccotti
- Chris Penn — Nicky Dimes
- Tom Sizemore — Cody Nicholson
- Brad Pitt — Floyd
- Val Kilmer — Elvis Presley
- Samuel L. Jackson — Big Don
- Ed Lauter — capitão Quiggle (não creditado)

## Produção

### Desenvolvimento do roteiro
"Quando você é um ninguém, é um assassinato conseguir alguém que leia seus roteiros. Então a minha ideia era tornar a primeira página fantástica, com um diálogo que te prendesse no ato. O roteiro original de True Romance começava com uma longa discussão sobre cunilíngua. Muitas pessoas disseram que o roteiro era racista e que a violência grotesca iria desagradar as pessoas. Eu disse a Tony, 'Leia as três primeiras páginas. Se você não gostar delas, jogue isso longe'."

Quentin Tarantino, autor do roteiro de True Romance

A origem do roteiro de True Romance remonta a 1985, quando Quentin Tarantino e Roger Avary trabalhavam em uma videolocadora em Manhattan Beach, na Califórnia. Avary escreveu um roteiro de 80 páginas intitulado "The Open Road", centrado em torno de Clarence Worley, um aficionado por histórias em quadrinhos, e Alabama Whitman, sua esposa. Worley escreve um roteiro sobre dois assassinos em série chamados Mickey e Mallory, que atravessam os Estados Unidos matando pessoas. Com o aval de Avary, Tarantino se apropriou de "The Open Road" e o reescreveu, dividindo-o em duas histórias separadas: a história de Clarence e Abalama tornou-se True Romance, enquanto Mickey e Mallory tornaram-se os personagens principais de Natural Born Killers, que viria a ser filmado por Oliver Stone em 1994. Ademais, "alguns pedaços [de 'The Open Road'] viriam a integrar outros roteiros (...) eventualmente encontrariam seu caminho em Natural Born Killers, Pulp Fiction e provavelmente muitos outros filmes de Quentin Tarantino".
Tarantino, então, levou os roteiros de True Romance e Reservoir Dogs para o diretor Tony Scott, que estava filmando The Last Boy Scout. Para chamar a atenção de Scott, ele alterou a primeira página do roteiro de True Romance. Posteriormente, o diretor relembrou a leitura dos roteiros: "Ele [Tarantino] me entregou dois roteiros: True Romance, que era o primeiro, e Reservoir Dogs. Eu sou um leitor terrível, mas eu li ambos em um voo para a Europa. Quando eu aterrissei, eu queria transformar os dois em filmes. Quando eu disse isso a Quentin, ele disse, 'Você só pode fazer um'."

O roteiro de True Romance foi vendido por trinta mil dólares; este dinheiro foi utilizado por Quentin Tarantino para financiar a produção de Reservoir Dogs, seu primeiro filme. O roteiro, então, foi reescrito. Tarantino havia apresentado uma narrativa não-linear, dividindo a história em três atos; Scott reordenou a ordem dos acontecimentos, transformando a história em um ato único, linear. Outra mudança, esta mais significativa, foi feita no final do roteiro: na versão original de Tarantino, Clarence morria e Alabama fugia com o dinheiro das drogas. Scott convocou Roger Avary para reescrever o final, afirmando que "Eu simplesmente me apaixonei por essas duas personagens e não queria vê-los morrer. Eu os queria juntos"; a opção do diretor, porém, não agradou Tarantino: 
"Eu tentei pra caramba convencer Tony a deixar Clarence morrer, porque isso foi o que eu escrevi e isso não estava aberto para discussão. (...) ele me convenceu 100% de que estava fazendo isso por razões comerciais. Quando eu assisti ao filme, eu percebi que Tony estava certo. Ele sempre viu isso como um conto de fadas de amor (...) Mas no meu mundo Clarence está morto e Alabama está na dela. Se ela voltar a aparecer em algum dos meus roteiros, Clarence ainda estará morto."
Posteriormente, Tarantino afirmou que o personagem de Clarence foi amplamente baseado em si próprio: "True Romance é provavelmente o meu roteiro mais pessoal, porque o personagem do Clarence era eu à época em que escrevi. Ele trabalha em uma loja de histórias em quadrinhos — eu trabalhava em uma videolocadora. Quando os meus amigos daquela época assistem a True Romance, eles ficam melancólicos; traz de volta uma certa época para nós. Foi esquisito quando eu assisti ao filme pela primeira vez porque estava parecendo uma versão de grande orçamento dos meus filmes caseiros, ou memórias."

### Escolha do elenco
Christian Slater estava filmando Untamed Heart quando recebeu o roteiro de True Romance, definindo o texto como "um dos melhores roteiros que eu já li" e o seu personagem como "excêntrico". Posteriormente, Tarantino — que não participou de nenhum processo de produção do filme, com exceção da escrita do roteiro — revelou que pensara em Robert Carradine para o papel, justificando que "Para a maioria dos escritores de primeira viagem, o personagem principal é o seu dublê. Clarence era eu. Se você me perguntasse à época se Christian Slater era o ideal para o papel, eu diria que não — ele era bonito demais". Slater revelou que conhecera Tarantino durante um dos ensaios, afirmando que tivera "visões de caras como Quentin que trabalhavam em videolocadoras e são enérgicos sobre filmes, mas nunca poderiam ser Charles Bronson". Scott revelou que Val Kilmer queria o papel de Clarence, mas o diretor "tinha uma visão diferente" e Kilmer pediu para interpretar Elvis.
Tarantino também revelou que, para ele, "a Alabama ideal" seria Joan Cusack; Tony Scott, por sua vez, queria Drew Barrymore para o papel. Patricia Arquette foi escolhida após um encontro de Scott e Slater com ela; o diretor relembrou que "Christian teve uma queda na primeira vez que a viu. Isso tornou a minha vida muito fácil. A crença do espectador de que eles estão apaixonados vem da química deles. Patricia se apaixonou por Christian, e ele por ela". Sobre sua personagem, Arquette posteriormente relatou que "não gostava quando Alabama era meio racista. Atualmente nós estamos acostumados com o tom de Quentin, mas à época eu estava meio que chocada com aquilo".
Gary Oldman, escolhido para o papel de Drexl Spivey, revelou que sequer havia lido o roteiro: "Tony e eu tomamos um chá no Four Seasons e ele disse, 'Olha, eu realmente não posso explicar o roteiro. Mas Drexl é um cafetão que é branco, mas acha que é negro.' Aquilo foi tudo que eu precisava ouvir. Eu disse, 'Eu o farei'." Scott destacou que Tarantino se tornara uma "sensação" em Hollywood por conta de Reservoir Dogs e que "todo mundo queria fazer parte [de True Romance]"; Brad Pitt, que estava no início de sua carreira e havia acabado de participar do aclamado Thelma & Louise, telefonou para o diretor pedindo para interpretar o companheiro de quarto de Dick Ritchie, personagem de Michael Rapaport. "Eu disse, 'Você está falando sério? Sim!', porque ele estava na flor do sucesso".

### Filmagens

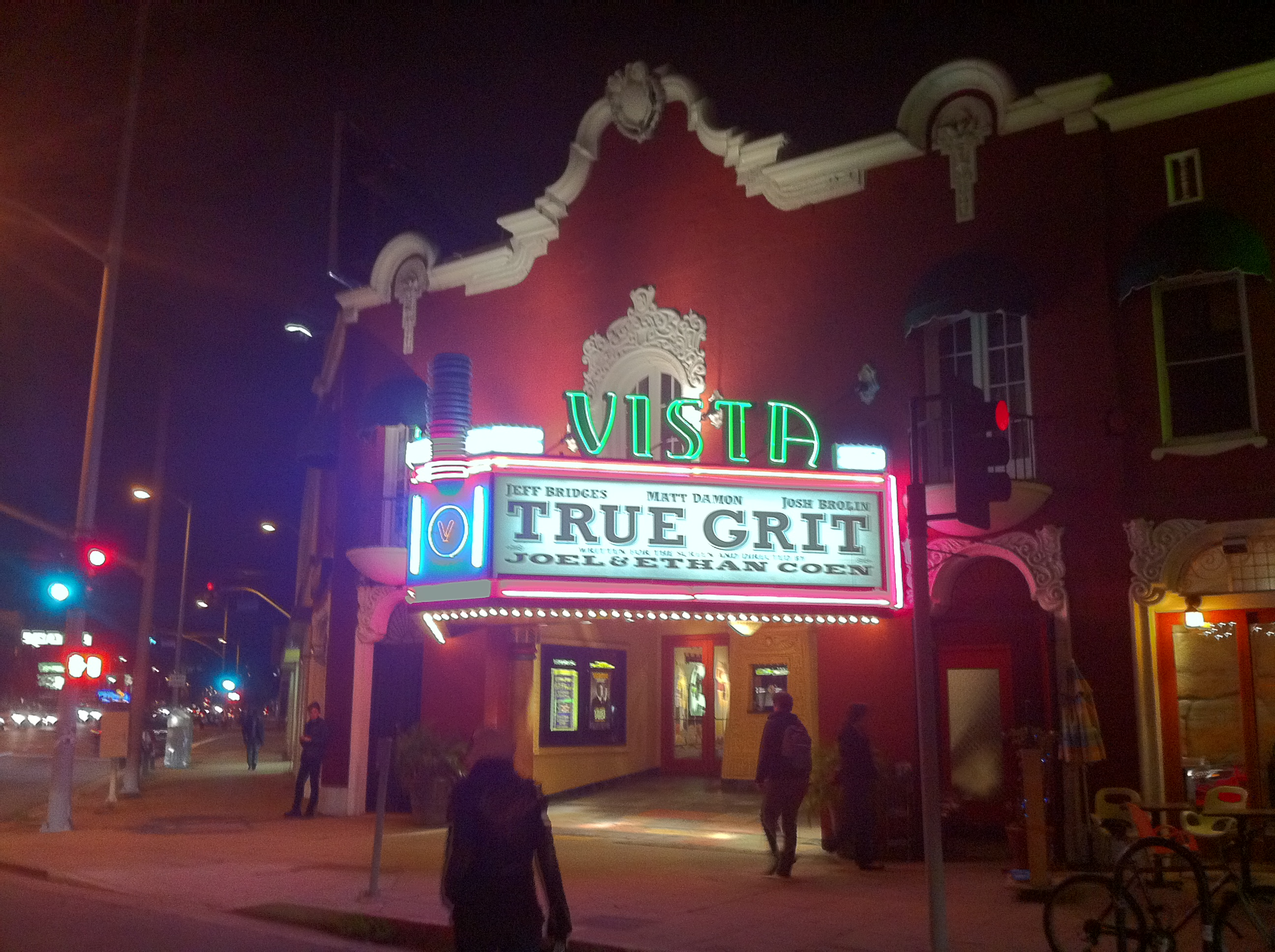
É neste cinema, o Vista Theater, que Clarence e Alabama se conhecem. Apesar de o roteiro citar que o cinema se localiza em Detroit, o Vista Theater está situado na Sunset Drive, em Hollywood.

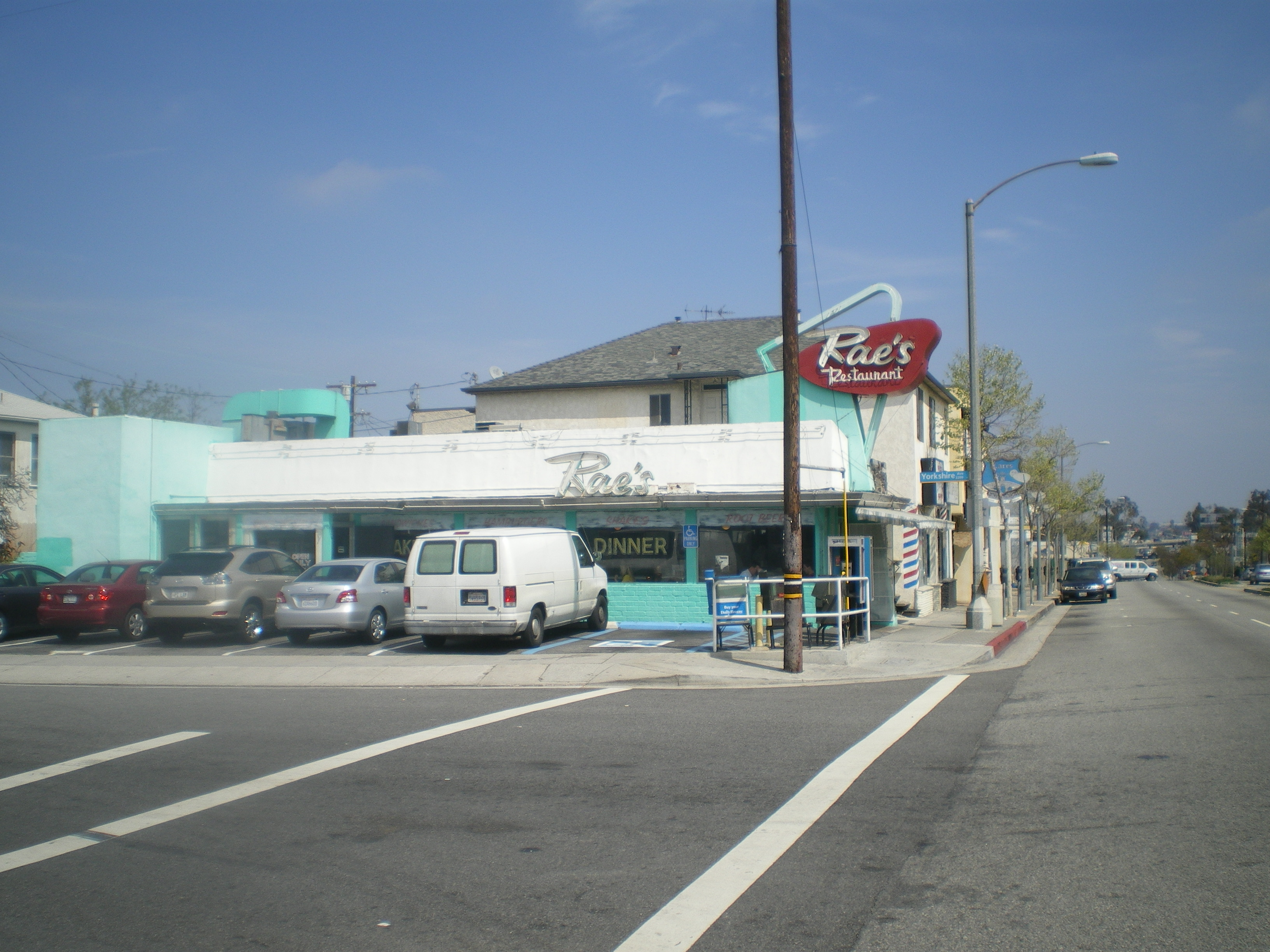
O Rae's Restaurant, em Santa Mônica, onde Clarence e Alabama vão "comer um pouco de torta".

As filmagens de True Romance foram iniciadas em 15 de outubro de 1992, em Los Angeles, na Califórnia, tendo se desdobrado por doze semanas. As principais localidades da filmagem foram, sobretudo, Detroit (onde a história é ambientada) e Los Angeles; localidades específicas incluem Pasadena, Hollywood, Malibu e Palmdale. Quando as filmagens foram iniciadas, "a combinação de atores veteranos e novos talentos fomentou um espírito de colaboração", relatou a revista Maxim. Tony Scott relatou que Gary Oldman ocasionalmente levava sua mãe às filmagens; "Após uma tomada ele ia, 'Mãe, o que a senhora acha?', Ela dizia, 'Está bom', e ele, 'Que porra você sabe? Está horrível'. (...) "Sua mãe também estava lá na cena em que o pênis de Drexl é explodido. Ela disse, 'É, eu achei aquilo muito bom'."
Uma das principais cenas de True Romance é o diálogo entre Christopher Walken e Dennis Hopper no trailer de Clifford Worley, pai de Clarence, que ficou conhecida como "A Cena Siciliana". James Gandolfini, que interpreta Virgil, um dos capangas de Vincenzo Coccotti, personagem de Walken, relembrou que estava "satisfeito só de observar Hopper e Walken". Hopper revelou que ele e Walken improvisaram duas linhas do diálogo (Hopper, "Você é meio berinjela"; Walken, "Você é um cantalupo") e que não estava preocupado com o conteúdo racista, "porque é um fato". Hopper também relatou que, durante a filmagem desta cena — onde ele é eventualmente assassinado pelo personagem de Walken —, foi utilizada uma arma especial que não utilizava munição; ao invés disso, quando de seu disparo, saíam chamas. "Eu disse, 'Tony, você não vai colocar isso na minha cabeça.' Ele disse, 'Está bem, faça comigo.' Então um cara da equipe atirou e ele começou a sangrar. Ele disse, 'OK, isso não vai funcionar'." Ainda sobre esta cena, Gandolfini também relatou que "Nós estávamos espremidos neste pequeno trailer quando Hopper é baleado, então foram oferecidos protetores de ouvidos a todo mundo. Eu me lembro que Walken não pediu nenhum, então, sendo bem legal, eu também não pedi. Eu não consegui ouvir por três malditos dias."
A cena onde Christian Slater, Bronson Pinchot e Michael Rapaport realizam uma negociação preliminar sobre as drogas em uma montanha-russa foi, nas palavras de Scott, "difícil". O diretor relatou que "Pinchot estava se cagando [de medo]" e Rapaport revelou que "não gostava de montanhas-russas. Eles tiveram de me convencer a andar nela, e eu vomitei, então tivemos que refilmar na semana seguinte. Da segunda vez, eles me sedaram". O ator notou que nas tomadas em que ele está sorrindo, ele estava sedado; enquanto nas tomadas em que ele estava chorando, "eu honestamente pensei que ia me cagar".
Outro momento de destaque é quando Virgil (Gandolfini) interroga Alabama e, eventualmente, espanca a personagem de Arquette. Bronson Pichot revelou que não consegue assistir a essa cena; "Ela é tão boa que me enjoa". Sobre esta cena, Arquette declarou que sua "mente não estava onde eu queria, então Tony disse, 'Você quer que eu te ajude?' Eu disse sim, e ele beijou meu rosto. Eu fiquei chocada. Comecei a chorar." Para Tarantino, o ponto forte dessa cena era o fato de que se ao invés de Alabama, Virgil estivesse surrando Clarence, "você sabe que ele não vai morrer porque ele é a estrela e ainda faltam 20 minutos de filme. Mas falando dramaticamente, Alabama poderia ter morrido. Ela era dispensável".
A negociação das drogas foi filmada no Hotel Ambassador ("onde Robert Kennedy foi baleado", notou Arquette). Tom Sizemore, que interpreta um dos policiais, relatou que a cena em que os policiais estão ouvindo o que está se passando com o personagem de Pinchot dentro do elevador foi completamente improvisada; sobre a preparação para essa cena, Pinchot disse que "Se você vai fazer uma cena como essas, você tem que ficar acordado a noite toda. Eu disse para mim mesmo, não há nada minha cabeça a não ser a realidade. Não há ninguém comendo uma barra de Snickers. Há apenas eu, e eu vou morrer."

### Trilha sonora

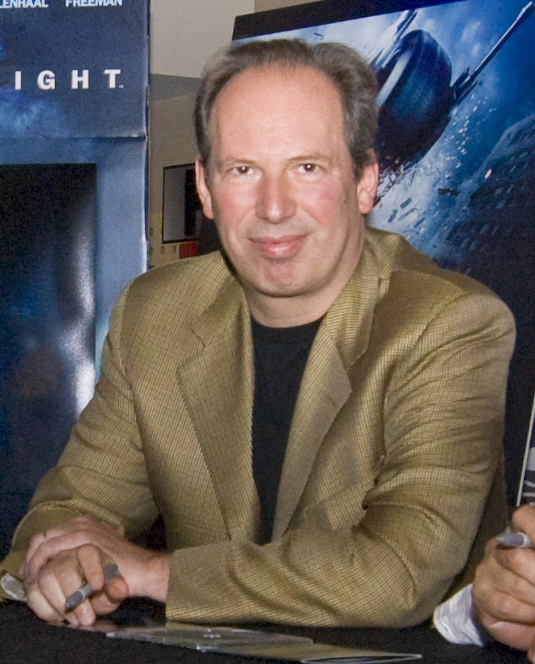
Hans Zimmer compôs a trilha sonora de True Romance. Três composições suas foram incluídas no álbum da trilha sonora oficial do filme, distribuída pela Morgan Greek Records.

Hans Zimmer compôs parte da trilha sonora de True Romance, com o restante da parte musical do filme sendo composta por "várias músicas de todas as variedades". A Morgan Greek Productions, por intermédio de sua subsidiária Morgan Greek Records, lançou a trilha sonora oficial do filme, intitulada True Romance: Motion Picture Soundtrack em CD e fita cassete em 7 de setembro de 1993. O álbum contém, além de três composições de Zimmer, músicas de artistas como Chris Isaak e Soundgarden. Gary Dretzka, do Chicago Tribune, concedeu três de quatro estrelas ao álbum, escrevendo que as composições de Zimmer "definem um tom etéreo", enquanto "as seleções de rock (...) trazem a ação de volta à Terra". Adam Greenberg, editor do portal Allmusic, concedeu duas estrelas e meia de cinco ao álbum, afirmando que "[não é] um álbum ruim, ainda que ele se torne previsível até o momento do Soundgarden". Como forma de promover o álbum, "In Dreams", de John Waite, foi lançada como single e, também, em um videoclipe dirigido por Tony Scott, que também dirigiu True Romance. Chris Isaak também lançou um videoclipe para a sua participação no álbum, a canção "Two Hearts".
| Lista de faixas de True Romance: Motion Picture Soundtrack |                                               |                 |         |  |
| N.º                                                        | Título                                        | Música          | Duração |  |
| 1.                                                         | "You're So Cool"                              | Hans Zimmer     | 3:40    |  |
| 2.                                                         | "Graceland"                                   | Charlie Sexton  | 3:25    |  |
| 3.                                                         | "In Dreams"                                   | John Waite      | 3:45    |  |
| 4.                                                         | "Wounded Bird"                                | Charles & Eddie | 5:09    |  |
| 5.                                                         | "I Want Your Body"                            | Nymphomania     | 4:18    |  |
| 6.                                                         | "Stars At Dawn"                               | Hans Zimmer     | 2:01    |  |
| 7.                                                         | "I Need A Heart To Come Home To"              | Shelby Lane     | 4:20    |  |
| 8.                                                         | "Viens Mallika Sous Le Dome Edais From Lakme" | Howard Blake    | 3:56    |  |
| 9.                                                         | "(Love Is) The Tender Trap"                   | Robert Palmer   | 2:37    |  |
| 10.                                                        | "Outshined"                                   | Soundgarden     | 5:12    |  |
| 11.                                                        | "Amid The Chaos Of The Day"                   | Hans Zimmer     | 4:54    |  |
| 12.                                                        | "Two Hearts"                                  | Chris Isaak     | 3:33    |  |
| Duração total:                                             | Duração total:                                | Duração total:  | 46:54   |  |

## Lançamento

### Bilheteria
Em 4 de agosto de 1992, dois meses antes de o filme iniciar suas filmagens, a Morgan Greek Productions adquiriu todos os direitos sobre True Romance nos Estados Unidos, no Reino Unido e no Canadá, realizando um acordo com a Warner Bros., que atuou como distribuidora do filme nos Estados Unidos. Quando o filme estava prestes a ser lançado, a distribuidora cogitava alterar o seu nome para Reckless Hearts (algo como Corações Imprudentes). Insatisfeito, Tarantino relatou que chamara "(...) Patricia [Arquette], Christian [Slater] e Tony [Scott] e disse, 'Vamos para a festa da imprensa e falar sobre o quão ruim esse título é e quão bom o título real é. Vamos falar o nome do chefe do departamento de marketing em cada entrevista para que ele esteja no maldito anzol'." Todavia, o nome original foi mantido.
True Romance estreou nos Estados Unidos em 10 de setembro de 1993, no Reino Unido em 15 de outubro do mesmo ano e, em Portugal, em 3 de fevereiro de 1995, durante o festival Fantasporto. O filme teve um desempenho medíocre nas bilheterias: nos Estados Unidos, o filme estreou em 1 254 cinemas, arrecadando pouco mais de quatro milhões de dólares no seu primeiro fim de semana em cartaz. Ao todo, True Romance arrecadou US$ 12.281.551. Tony Scott relembrou que "Nós tivemos exibições de teste em Orange County (...) Dois terços do cinema esvaziou quando Gary [Oldman] acabou com Sam[uel L.] Jackson, e o resto foi embora quando Christian [Slater] acabou com Gary". Para Saul Rubinek, que interpretou Lee Donowitz, "O filme bombou. Eu acho que o estúdio não soube como comercializar esse tipo de filme. Se ele fosse lançado hoje [2005], seria um sucesso."

### Recepção da crítica
No site agregador de críticas Rotten Tomatoes, 93% das 61 avaliações dos críticos são positivas. O consenso diz que o filme "é uma divertida e violenta excursão de ação, no melhor sentido". O Metacritic, que usa uma média ponderada, atribuiu ao filme uma pontuação de 59 em 100, baseado em 19 críticos, indicando críticas "mistas ou médias".
Roger Ebert concedeu três de quatro estrelas à True Romance, destacando que "é o tipo de filme que cria o seu próprio universo". O crítico escreveu que o filme "parece, em momentos, como uma queima de estoque da fábrica de clichês, [mas] é feito com tanta energia, com espíritos tão elevados, uma bobeira tão encantadora, que é impossível resistir". Ebert enalteceu os coadjuvantes, definindo-os como "(...) soberbos, uma chamada nominal de atores que estão em casa nessas águas violentas: Christopher Walken, Dennis Hopper e Brad Pitt, por exemplo". Rob Fraser, da revista Empire, concedeu quatro de cinco estrelas à True Romance, destacando sobretudo, a direção de Tony Scott, afirmando que o diretor "dá ao filme uma energia implacável que nunca permite aos espectadores pararem e considerarem o absurdo de tudo isso". Ele também elogiou o roteiro de Quentin Tarantino, afirmando que ele "teve o talento para detalhar a sua fantasia com personagens vividamente desenhados, jorrando diálogos instantaneamente clássicos durante cenas de cair o queixo".
Por outro lado, Richard Harrington, do Washington Post, afirmou que "True Romance visa ser Bonnie and Clyde dos anos 90, mas o seu objetivo não é real — é apenas Bonnie and Clyde para uma geração MTV com baixo alcance de atenção e um alcance emocional ainda menor." Harrington definiu o filme como "esteticamente corrupto", argumentando que "nenhum valor de estilo justifica a tola chuva de sangue em True Romance (...) é uma bagunça absurdamente sangrenta". Kenneth Turan, do Los Angeles Times, escreveu que "é difícil dizer o que é mais desanimador sobre True Romance, o filme em si ou o fato de que alguém em algum lugar certamente irá aplaudir o seu niilismo oco e barato e seu presunçoso [estilo] pseudo-cool como um novo e brilhante dia no cinema americano." Turan definiu o roteiro como "errático" e destacou "um sentimento de 'Hey, reparem em mim'" por parte de Tarantino, afirmando que "(...) True Romance tenta ser uma espécie de homenagem pós-moderna aos corações solitários do film noir. Infelizmente, sem um senso de estilo que se estende abaixo da superfície desse amor trash, seus extremos de comportamento são tediosos e caricatos e suas tentativas de humor [são] pouco mais do que presunçosas". Gene Siskel, do Chicago Tribune, definiu o filme como "um road movie estúpido e estilizado".
Críticas mistas incluíram a de Clifford Terry, também do Chicago Tribune, o qual lamentou que "True Romance tem o seu charme e seus momentos cômicos, os quais, infelizmente, são sabotados pelos esporádicos e gratuitos banhos de sangue." Peter Travers, da Rolling Stone, destacou o roteiro de Quentin Tarantino, lamentando o fato de ele não ter dirigido o filme: "Se o resto de True Romance nunca realmente atinge tamanhas alturas teatrais, talvez seja porque algum tolo esqueceu de contratar Tarantino para dirigir o seu próprio roteiro. É desconcertante por que o trabalho caiu nas mãos de Tony Scott (...) É como jogar fora o seu dinheiro por um jeans rasgado com uma etiqueta de designer".

### Indicações para prêmios
True Romance recebeu, ao todo, seis indicações para prêmios cinematográficos, embora não tenha vencido nenhum deles. No Saturn Awards de 1994, o filme concorreu para Melhor Ator (Christian Slater), Melhor Atriz (Patricia Arquette) e Melhor Roteiro (Quentin Tarantino); no mesmo ano, também concorreu no MTV Movie Awards na categoria "Melhor Beijo", entre Slater e Arquette. No ano seguinte, foi indicado para Melhor Filme Internacional de Ficção no Fantasporto e, em 2003, recebeu uma indicação por "Melhor Comentário de Áudio" no DVD Exclusive Awards, que premia, exclusivamente, lançamentos em DVD.

### Home video
A Warner Home Video foi a responsável por distribuir True Romance em home video. As primeiras versões datam de 1994, com o lançamento do filme em VHS; três anos depois, viria a ser lançada a primeira versão em DVD. O filme foi relançado nos anos 2000: em 2001, uma nova versão em VHS foi distribuída, enquanto no ano seguinte, foi lançado um DVD duplo com a versão do diretor (director's cut), sem cortes. Este lançamento apresentou melhorias na qualidade de imagem, conforme assinalado por Jeremy Dunham, em resenha escrita para o portal IGN: "Na primeira edição, havia estranhas anomalias de contraste e problemas de balanceamento de cor que davam ao filme um brilho alaranjado. Adicionalmente, havia uma tonelada de grãos notáveis nas seções mais escuras do filme, e isso dava a impressão de que o filme era mais velho do que realmente era". O som tambéma apresentou melhorias, sendo remasterizado em surround. O segundo disco contém extras como acesso ao storyboard do diretor Tony Scott, o final alternativo inicialmente escrito por Quentin Tarantino, autor do roteiro, cenas deletas e três faixas distintas de comentários em áudio — uma com Christian Slater e Patricia Arquette, outra com Scott e outra com Tarantino.
Em 2009, foi lançada uma versão em blu-ray; a maioria das resenhas destaca a mínima melhoria na qualidade da imagem do filme. Para Simon Brew, que escreveu uma resenha deste disco para o portal independente de cinema Den of Geek, "tudo parece lavado, e não no padrão que eu estava esperando (...) certamente quando você desembolsa um bom dinheiro para uma atualização em alta definição, você merece mais do que temos aqui". Ele, todavia, enaltece a qualidade do som, destacando que "a música de Zimmer, particularmente, desfrutou de benefícios extras". Em relação aos extras, a versão em blu-ray contém, basicamente, os mesmos da versão em DVD lançada em 2002; Robert Searle, que escreveu uma resenha para o portal independente de cinema The HD Room, notou que esses extras estão em uma "qualidade padrão de vídeo que não impressiona". Uma resenha de autoria de Kenneth Brown, publicada no website blu-ray.com concede uma avaliação de 2.5/5 para a qualidade do vídeo da versão em blu-ray de True Romance, admitindo que "cada cena, reconhecidamente, parece melhor do que era antes", mas faz uma série de ressalvas quanto a tons de pele, contraste, cores escuras e granulação da película.